# キエル・エウヘニオ・ラウヘルド・ガルシア

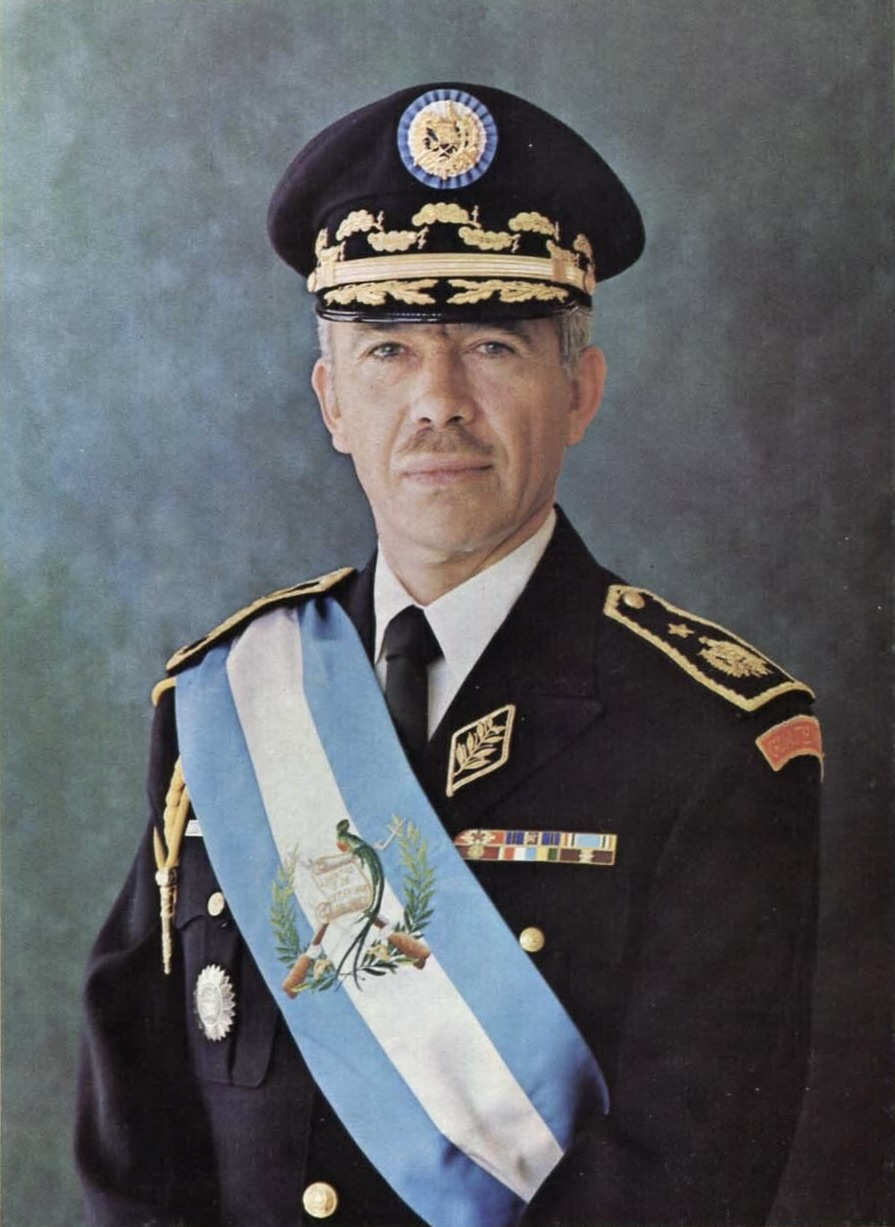
公式の肖像

キエル・エウヘニオ・ラウヘルド・ガルシア（Kjell Eugenio Laugerud García、1930年1月24日 - 2009年12月9日）は、グアテマラの軍人・政治家で、1974年から1978年までグアテマラの大統領をつとめた。

## 生涯
父はノルウェーからの移民である。ノルウェー語で「Kjell Laugerud」は「シェル・ラウゲルド」のように読む。
ラウヘルドはグアテマラシティに生まれ、1949年に軍学校を卒業して歩兵隊の少尉となった。1965年には軍学校の教育長に就任した。1960年代後半にはワシントンD.C.にグアテマラ大使館付武官として赴任した。
カルロス・マヌエル・アラナ・オソリオ政権下では防衛相をつとめた。階級は将軍にのぼった。
1974年3月の大統領選挙 (1974 Guatemalan general election) では右派の国民解放運動(MLN)および制度的民主党(PID)の候補として出馬し、やはり軍人のエフライン・リオス・モントらと争った。この選挙は不正があったことを非難されたが、選挙委員会によってラウヘルドが勝者とされ、7月1日に大統領に就任した。
1976年2月のグアテマラ地震では23,000人の死亡者を出し、グアテマラ全土が大きな被害にあった。災害に対してラウヘルドがすぐさま被災地を訪問し、外国の援助を効率的に使用したことによって人気は上がった。ラウヘルドは米州開発銀行、世界銀行、国際開発協会からの借款を受けて復興を行った。しかしながら前政権から続く人権侵害については国際的に非難された。一方国内では穏健的すぎるとして極右からの批判を受けた。
1960年代以降のグアテマラ内戦における政府の迫害行為にアメリカ合衆国が継続的に深く関与していたことが現在では明らかになっているが、1977年にアメリカ合衆国大統領に就任したジミー・カーターはグアテマラ政府による迫害を非難した。アメリカ合衆国はグアテマラが人権侵害を改善することを条件として210万ドルの軍事援助を申し出たが、グアテマラはこれを拒絶した。カーター時代にはアメリカ合衆国によるグアテマラの軍事援助は中止され、武器の輸出も大幅に減らされたが、ロナルド・レーガン時代になると軍事援助が再開された:124。
内戦や地震の被害にもかかわらず、彼の時代に経済的にはグアテマラは繁栄した。彼は土地を持たない農民をペテン県に入植させるプログラムを開始した。外交ではベリーズに対する主権を主張した。
1978年3月の大統領選挙 (1978 Guatemalan general election) に勝利したロメオ・ルカス・ガルシアが後継の大統領に就任した。
2009年にグアテマラシティで没した。79歳だった。